# مسجد جامع مرچ
مسجد جامع مرچ مربوط به دوره قاجار است و در شهرستان نور، بخش بلده، دهستان شیخ فضل ا، روستای مرچ واقع شده و این اثر در تاریخ ۹ بهمن ۱۳۸۶ با شمارهٔ ثبت ۲۰۶۸۲ به‌عنوان یکی از آثار ملی ایران به ثبت رسیده است.